# No Line on the Horizon
No Line on the Horizon är den irländska rockgruppen U2:s tolfte studioalbum. Det lanserades den 27 februari 2009.

## Låtlista
1. "No Line on the Horizon" (U2/Brian Eno/Daniel Lanois) - 4:12
2. "Magnificent" (U2/Brian Eno/Daniel Lanois) - 5:24
3. "Moment of Surrender" (U2/Brian Eno/Daniel Lanois) - 7:24
4. "Unknown Caller" (U2/Brian Eno/Daniel Lanois) - 6:03
5. "I'll Go Crazy If I Don't Go Crazy Tonight" (U2) - 4:14
6. "Get On Your Boots" (U2) - 3:25
7. "Stand Up Comedy" (U2) - 3:50
8. "Fez – Being Born" (U2/Brian Eno/Daniel Lanois) - 5:17
9. "White as Snow" (U2/Brian Eno/Daniel Lanois/trad.) - 4:41
10. "Breathe" (U2) - 5:00
11. "Cedars of Lebanon" (U2/Brian Eno/Daniel Lanois) - 4:16